# Çamdalı, Almus
Çamdalı là một xã thuộc huyện Almus, tỉnh Tokat, Thổ Nhĩ Kỳ. Dân số thời điểm năm 2011 là 94 người.